# Darwin Gómez
Darwin de Jesús Gómez Rivas (Upata, Bolívar, Venezuela; 24 de octubre de 1991) es un futbolista venezolano que juega como delantero en Metropolitanos Fútbol Club de la Primera División de Venezuela.

## Sus inicios

### Mineros de Guayana
Hizo su debut como profesional en Mineros de Guayana en la victoria 3-1 ante Deportivo Anzoátegui el 22 de agosto de 2010 por la Primera División Venezolana 2010-11. 
Durante la temporada hizo su aparición en 3 partidos, en el empate 1-1 ante Trujillanos Fútbol Club el 29 de agosto de 2010.
- Datos: Q76827660